# تشارلز فلوريس
تشارلز فلوريس هو عازف جاز كوبي، ولد في 15 أكتوبر 1970 في كاماغواي في كوبا، وتوفي في 22 أغسطس 2012 في هارتفورد في الولايات المتحدة.

## وصلات خارجية
- تشارلز فلوريس على موقع ميوزك برينز (الإنجليزية)
- تشارلز فلوريس على موقع ديسكوغز (الإنجليزية)